# Нирод, Михаил Евстафьевич
Граф Михаи́л Евста́фьевич (Мориц Густавович) Ни́род 4-й (1815—1871) — генерал-лейтенант, герой Кавказской войны.

## Семья
Сын майора Густава-Рейнгольда, родился 4 мая 1815 года, происходил из дворян Эстляндской губернии и указом Правительствующего Сената от 3 августа 1849 года ему было дозволено именоваться в России графом, с показанием, что роду его принадлежит графский титул Шведского королевства. Его братья:
- Евстафий (1799—1881, генерал от кавалерии, начальник 4-й лёгкой кавалерийской дивизии)
- Александр (1805—1881, генерал от кавалерии, участник Крымской войны)
- Николай (1806—1888, генерал-майор).

Михаил Евстафьевич Нирод был женат на дочери основателя Института восточных языков Х. И. Лазарева Марии Христофоровне (1822—1912), у них было два сына и три дочери.

## Военная служба
Образование получил в кондукторской роте Главного Инженерного училища, из которого выпущен в 1835 году прапорщиком в Санкт-Петербургскую инженерную команду, после чего был зачислен в Гренадерский сапёрный батальон.

22 декабря 1838 года Нирод был переведён в лейб-гвардии Сапёрный батальон и командирован на Кавказ, командовал 2-й пионерной ротой Кавказского сапёрного батальона и принимал участие в походах против горцев, особо отличился в кампании 1839 года на Северном Кавказе. По свидетельству командовавшего войсками на Кавказской линии и в Черномории генерал-адъютанта П. Х. Граббе граф Нирод 13 и 14 мая при поражении скопищ Тадж-Ходжи «в продолжение экспедиции находился на разных сапёрных работах под сильным неприятельским огнём и подавал пример мужества и храбрости подчинённым». За это дело Нирод 15 декабря был награждён орденом св. Анны 3-й степени с бантом. За сражение 30 и 31 мая в Северном Дагестане был 25 июня произведён в подпоручики и за штурм аула Ахульго получил 6 сентября чин поручика. 28 февраля 1840 года награждён (вместе с поручиком Н. А. Гараевым) орденом св. Георгия 4-й степени (№ 6170 по кавалерскому списку Григоровича — Степанова). В приказе о награждении было сказано:
Bo все время блокады Ахульго, заведовали всеми сапёрными работами под сильным неприятельским огнём; несмотря на все препятствия, представляемые местностью, изрезанной скалами и оврагами, неоднократно с сапёрной командой поражали неприятельские вылазки, чрез что в течение более двух месяцев подвергали свою жизнь ежеминутной опасности, поощряя нижних чинов примером неутомимого бесстрашия и, сменяя по очередн один другого при производстве сап, при устройстве батарей для артиллерии, крытых ходов, переправы чрез Сулак, где неприятель укрепился на противоположном берегу, — везде являли примерное мужество. 17-то августа, вместе со стрелками Куринского полка, ворвались в Новое Ахульго, устроили ретраншамент из туров, несмотря ни на шашки, ни на пули отчаянного неприятеля; устройство этого ложемента особенно способствовало окончательному занятию Нового Ахульго.

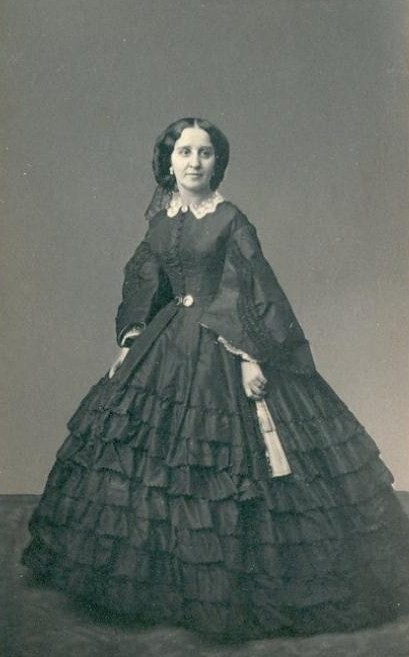
Мария Нирод, жена

Продолжая службу на Кавказе Нирод там последовательно получил чины штабс-капитана (11 апреля 1842 года) и капитана (6 декабря 1843 года).
Произведённый 28 января 1847 года в полковники Нирод в 1849 году принял участие в Венгерском походе, по окончании которого вышел в отставку (с 9 февраля 1850 года). В 1851 году он вернулся на службу и был назначен командиром гренадерского Его Величества Короля Нидерландского полка. В 1856 году получил чин генерал-майора и в следующем году был нагначен состоять для особых поручений при начальнике резврвов армейской пехоты. С 1862 года состоял помощником генерал-инспектора стрелковых батальонов.
30 августа 1863 года Нирод был произведён в генерал-лейтенанты и назначен начальником 9-й пехотной дивизии 1863. Во главе этой дивизии он в том же году сражался в западных губерниях против восставших поляков. С 1866 года вновь состоял помощником генерал-инспектора стрелковых батальонов.
Умер 3 сентября 1871 года в Санкт-Петербурге, похоронен на Казанском иноверческом кладбище в Царском Селе.

## Награды
Среди прочих наград Нирод имел ордена:
- Орден Святой Анны 3-й степени с бантом (15 декабря 1839 года)
- Орден Святого Георгия 4-й степени (28 февраля 1840 года)
- Орден Святой Анны 2-й степени с императорской короной и мечами (16 августа 1856 года)
- Орден Святого Станислава 1-й степени (30 июля 1861 года)
- Орден Святой Анны 1-й степени с мечами (27 марта 1866 года)
- Орден Святого Владимира 2-й степени (31 марта 1868 года)
- Орден Белого орла (28 марта 1871 года)